# Jaroslav Werstadt
Jaroslav Werstadt (21. března 1888, Plzeň – 8. ledna 1970, Praha) byl český historik, novinář a publicista. Působil v odboji za první i druhé světové války, byl vězněn v koncentračním táboře a po roce 1948 byl nucen ukončit svojí odbornou činnost.

## Život
Narodil se v Plzni a po maturitě na místní reálce studoval na pražské technice a posléze také historii na Univerzitě Karlově. Brzy osiřel a už od roku 1908 se živil novinářskou činností, když pracoval jako redaktor Časopisu pokrokového studentstva. Během svého studia historie byl žákem Josefa Pekaře a Josefa Šusty a jako disertaci předložil v roce 1920 práci Politické dějepisectví a jeho čeští představitelé. Jako student se účastnil politického boje (jako člen Strany radikálně pokrokové) a byl odpůrcem Rakouska-Uherska. Jako odbojář se během první světové války podílel na činnosti české Maffie.
Po vzniku Československa působil do roku 1920 jako předseda Mladé generace Československé národní demokracie. Patřil k historikům blízkým T. G. Masarykovi a zasadil se o založení Archivu národního osvobození a jeho sloučení s legionářským archivem v Památník národního osvobození (pozdější Vojensko historický ústav); byl vedoucím jeho politického archivu. Ve své badatelské činnosti se věnoval zejména problematice odboje. Za zmínku stojí také jeho publicistická činnost. Redigoval Časopis pokrokového studentstva (1908–09), Nové Čechy (1918–19) a Český časopis historický. Byl také přispěvatelem deníků České slovo, Lidové noviny, Národní listy, Národní osvobození, Prager Presse, Pokrokové revue, Svobodné noviny, Svobodné slovo a Svobodný zítřek. Podílel se také na založení časopisu Naše revoluce (1923–38), jako orgán studia o dějinách odboje za první světové války.
I v pomnichovském období byl rozhodným obhájcem étosu první republiky. Publikoval už ale pod pseudonymy Ladislav Vrbický, Vojtěch Landa apod. a polemizoval s druhorepublikovou revanší vůči politickému odkazu T. G. Masaryka, Edvarda Beneše či Kamila Krofty. Po obsazení českých zemí německými vojsky se podílel na odbojové činnosti a v letech 1939–1945 byl vězněn v koncentračním táboře Buchenwald jako vězeň s číslem 1741. Po roce 1948 působil už pouze v Historickém klubu, k jehož významným osobnostem patřil a mnoho jeho prací vyšlo právě v edici Historického klubu. Jako obhájce hodnot Masarykovy první republiky patřil Werstadt po únoru 1948 k nepohodlným osobám a již v prosinci 1948 byl penzionován. Šedesátiletý historik nemohl publikovat a pravděpodobně jen minulost buchenwaldského vězně ochránila Jaroslava Werstadta od bezprostřední represe.

## Badatelská činnost
Werstadtovo dílo je do značné míry dílem editorským. Jedná se o vydání básnické antologie Bělohorské motivy přes editorské počiny týkající se novějších českých a rakouských dějin v 19. století k historii československého odboje a vzniku ČSR. Spadají sem i edice týkající se českého dějepisectví. Řada jeho prací odpovídá jeho zájmu o metodologii historiografie. Byl jedním z hlavních oponentů Gollovy školy. Proti jejímu soustředění na přísně objektivní vědu vyzvedával heslo „věda pro život“, které je podle jeho názoru charakteristické pro „nový pragmatismus“ v historickém poznání, zdůrazňoval ale nutnost pravdivého poznání. Jeho tvorbu výrazně ovlivnili historikové jako Benedetto Croce, Wilhelm Dilthey, Ernst Troeltsch a Friedrich Meinecke.
Zájem o dějiny českého dějepisectví jej vedl i k zájmu o filozofii dějin. Ta podle jeho názoru vychází jak z historického poznání, tak ze zájmu o dnešek a zítřek. Jejím úkolem je konstrukce dějinného vývoje, tj. použití obecných pojmů k vystižení závažných momentů a faktorů, poznání jejich souvislosti a významu pro další vývoj. Za hlavními problémy české filozofie dějin považoval Werstadt husitství, Bílou horu, národní obrození, vztah ke slovanství a k Rusku a vznik ČSR. Ve sporu o smysl českých dějin stál na straně Masaryka proti Pekařovi. Masarykovy názory ale poupravuje s poukazem na význam renesanční (katolické) vědy a kultury pro vznik moderní Evropy. Přestože Werstadt s Pekařem polemizoval, vystoupil na jeho obranu proti pokusu nacistické historiografie zneužít jeho postoje.

## Dílo
- Česká deklarace ze dne 22. srpna r. 1868, 1918
- Od České otázky k Nové Evropě, 1920
- Politické dějepisectví XIX. století a jeho čeští představitelé, 1920
- Den osvobození, 1924
- Dr. Eduard Beneš, spoluzakladatel nové svobody a tvůrce zahraniční politiky československé, 1924
- Střediska dokumentů a studií z dějin války světové v cizině, 1925
- Masarykův a Seton-Watsonův prvý projekt samostatných Čech, 1926
- Palackého odkaz potomstvu a osvobozenému národu, 1928
- Předchůdci Památníku osvobození, 1932; Den osvobození, 1936
- O filosofii českých dějin. Palacký – Masaryk – Pekař, 1937;
- K úloze Karla Kramáře v našem odboji, 1938
- František Palacký a náš osvobozenecký boj, 1946;
- Odkaz a úkol (s Františkem Kutnarem), 1946
- Odkazy dějin a dějepisců, 1948.

### Sborníky
- Otázka středověku v periodizaci všeobecných dějin, 1932
- Ve jménu Husově pro svobodu národa, 1935

### Edice
- Bělohorské motivy (Antologie z české poesie), 1920
- Československý odboj, 1923.